# Schizidium tiberianum
Schizidium tiberianum là một loài chân đều trong họ Armadillidiidae. Loài này được Verhoeff miêu tả khoa học năm 1923.